# Luis Martínez Villicaña
Luis Martínez Villicaña (Uruapan, Michoacán; 1 de abril de 1939-Houston, Texas; 2 de marzo de 2011) fue un agrónomo y político mexicano, miembro del Partido Revolucionario Institucional que fue gobernador de Michoacán y secretario de la Reforma Agraria. Además fue Gerente Administrativo en Fertilizantes Mexicanos, estando como Director el Doctor Luciano Barraza Allande en 1975. En 1976 fue director de Azufrera Panamericana.

## Biografía
Luis Martínez Villicaña fue nombrado Secretario de la Reforma Agraria al inicio del gobierno de Miguel de la Madrid, el 1 de diciembre de 1982. 
En 1986 dejó el cargo al ser postulado candidato del PRI a gobernador de Michoacán, con la oposición de su antecesor en el cargo, Cuauhtémoc Cárdenas Solórzano, quien había buscado la candidatura para su Secretario General de Gobierno, Cristóbal Arias Solís. 
Electo, tomó posesión el 15 de septiembre de 1986 y desde su gobierno persiguió a los políticos identificados con el cardenismo, sobre todo cuando en 1987 Cuauhtémoc Cárdenas comenzó a liderar abiertamente la Corriente Democrática del PRI. 
Durante los años de 1987 y 1988 la polarización de la sociedad michoacana llegó a varios estallidos de violencia y a pesar de los esfuerzo de Martínez Villicaña el gobierno tuvo que reconocer la victoria de Cárdenas y el FDN en la elección federal en el estado, en donde la candidatura cardenista y sus grupos y principios históricos obtuvieron oficialmente el 60% de los votos, esto le costó el puesto de gobernador, al que hubo de pedir licencia el 3 de diciembre de 1988 (tres días después del inicio del gobierno de Salinas) con la pantalla de ser nombrado director general de Caminos y Puentes Federales, permaneció en ese cargo hasta 1993 cuando a su vez fue nombrado director general de Aeropuertos y Servicios Auxiliares.
Falleció en la ciudad de Houston, Texas el 2 de marzo de 2011.